# Ondefontaine
Ondefontaine è un ex comune francese di 318 abitanti situato nel dipartimento del Calvados nella regione della Normandia. Dal 1º gennaio 2017 è stato accorpato ad altri sei comuni per formare il comune di Les Monts d'Aunay, del quale costituisce comune delegato.

## Società

### Evoluzione demografica
Abitanti censiti